# Campionato del mondo di arrampicata 1995
Il Campionato del mondo di arrampicata 1995 si è tenuto il 6 maggio 1995 a Ginevra, Svizzera.

## Specialità lead

### Uomini
| Pos. | Atleta                | Paese     |
| ---- | --------------------- | --------- |
|      | François Legrand      | Francia   |
|      | Arnaud Petit          | Francia   |
|      | Elie Chevieux         | Svizzera  |
| 4    | François Coffy        | Francia   |
| 5    | François Lombard      | Francia   |
| 6    | Jean-Baptiste Tribout | Francia   |
| 7    | Frédéric Coroller     | Francia   |
| 8    | Evgeny Ovchinnikov    | Russia    |
| 9    | Marek Havlík          | Rep. Ceca |
| 10   | Stefan Fürst          | Austria   |
| 10   | François Petit        | Francia   |
| 10   | Pavel Samoiline       | Russia    |

### Donne
| Pos. | Atleta              | Paese       |
| ---- | ------------------- | ----------- |
|      | Robyn Erbesfield    | Stati Uniti |
|      | Laurence Guyon      | Francia     |
|      | Liv Sansoz          | Francia     |
| 4    | Muriel Sarkany      | Belgio      |
| 5    | Marie Guillet       | Francia     |
| 6    | Marietta Uhden      | Germania    |
| 7    | Elena Ovtchinnikova | Stati Uniti |
| 8    | Natalie Richer      | Francia     |
| 9    | Angela Striecks     | Germania    |
| 10   | Venera Chereshneva  | Russia      |

## Specialità speed

### Uomini
| Pos. | Atleta               | Paese       |
| ---- | -------------------- | ----------- |
|      | Andrey Vedenmeer     | Ucraina     |
|      | Milan Benian         | Rep. Ceca   |
|      | Vladimir Netsvetaev  | Russia      |
| 4    | Yevgen Kryvosheytsev | Ucraina     |
| 5    | Tomasz Oleksy        | Polonia     |
| 5    | Johnny Schelker      | Svizzera    |
| 7    | Neil Carson          | Regno Unito |
| 7    | Milen Videnovski     | Bulgaria    |
| 9    | Nenco Dunev          | Bulgaria    |
| 10   | Vili Gucek           | Slovenia    |

### Donne
| Pos. | Atleta          | Paese       |
| ---- | --------------- | ----------- |
|      | Natalie Richer  | Francia     |
|      | Cecile Avezou   | Francia     |
|      | Renata Piszczek | Polonia     |
| 4    | Tatiana Ruyga   | Russia      |
| 5    | Anne Arran      | Regno Unito |
| 5    | Felicity Butler | Regno Unito |
| 5    | Metka Lukancic  | Slovenia    |
| 5    | Irina Zaytseva  | Russia      |
| 9    | Martina Cufar   | Slovenia    |
| 10   | Elena Cioroianu | Romania     |